# Chiesa di San Francesco dei Mercanti
La chiesa di San Francesco dei Mercanti, secondo l'antica definizione San Francesco de' Mercadanti, è una chiesa di Messina ricostruita dopo la distruzione del terremoto del 1908 in via Sant'Agostino.

## Storia
La ricostruzione del luogo di culto dopo il terremoto di Messina del 1908 fu patrocinata:
- Confraternita di San Francesco dei Mercanti;
- Confraternita di Maria Santissima della Consolazione e delle Anime del Purgatorio.

Nell'edificio sono attestate:
- Confraternita di San Sebastiano dei Fornai presso l'Altare di San Sebastiano;
- Confraternita di Maria Santissima delle Grazie detta «La Bambina» presso l'Altare della Madonna delle Grazie .

## Navata destra
- Primo ambiente: Crocifisso parietale.
- Secondo ambiente: San Vincenzo Ferreri, dipinto, opera di Luigi Ghersi.
- Terzo ambiente: Madonna delle Grazie. Sulla parete è collocato il dipinto raffigurante la Madonna delle Grazie, opera ricoperta da una spessa manta argentea finemente cesellata. La Madonna è la titolare dell'antica Confraternita di Maria Santissima delle Grazie detta «La Bambina» fondata nel 1665.

## Navata sinistra
- Primo ambiente: Trionfo della morte, dipinto, opera di Luigi Ghersi.
- Secondo ambiente: Altare di San Sebastiano. Altare in marmi intarsiati che custodisce la statua lignea processionale di San Sebastiano titolare della Confraternita di San Sebastiano dei Fornai, più specificatamente dei proprietari di forni per la panificazione. La confraternita dei Garzoni dei Forni è attestata presso la chiesa del Santissimo Crocifisso detto «il Ritrovato».
- Terzo ambiente: Altare di San Gaetano da Thiene. Sulla mensa è collocata la statua in cartapesta raffigurante San Gaetano di Thiene, fondatore dei Chierici regolari teatini, fino al 1908 comunità religiosa proprietaria del monumentale aggregato comprendente la chiesa della Santissima Annunziata dei Teatini. La statua presenta la base in argento sbalzato e cesellato.

## Altare maggiore
L'unica aula liturgica si chiude nell'abside col monumentale altare a tarsie marmoree, colonne in marmo grigio con capitelli corinzi che sostengono un architrave sormontato da timpano ad arco spezzato. Nell'edicola al centro è collocato il grande polittico raffigurante San Francesco d'Assisi con piccole scene della sua vita, opera di Adolfo Romano.

## Confraternita di San Francesco dei Mercanti
Il sodalizio fu fondato nel 1588 dalla ricca classe mercantile messinese con sede presso la Cappella del Santissimo Crocifisso della primitiva chiesa di San Giuliano.

### Oratorio di San Francesco alle Stimmate
Nel 1626 i componenti del sodalizio decisero di fondare un proprio ampio oratorio. Allo scopo scelsero dei locali adiacenti al convento di San Domenico sotto il titolo di «San Francesco alle Stimmate» retto secondo la regola dell'Ordine dei frati minori cappuccini.
L'edificio era ricchissimo di opere d'arte: sono documentati gli affreschi di Andrea Suppa gli stucchi di Innocenzo Mangani, ambienti abbelliti dai dipinti di Abraham Casembroot, Giovanni van Houbraken, Alonso Rodriguez, Pietro Paolo Rubens e Pietro da Cortona.
- XVII secolo, Morte di San Francesco, dipinto, opera di Bartolomeo Schedoni.[1][2]
- XVII secolo, Nascita di San Francesco, Battesimo di San Francesco, Vestizione di San Francesco, ciclo di dipinti collocati sulla parete sinistra, opere di Alonso Rodriguez.[1][6]
- XVII secolo, Tentazioni di San Francesco, dipinto, attribuzione a Peter Paul Rubens o alla sua scuola.[7][6]
- XVII secolo, Apparizione della Vergine a San Francesco, dipinto, opera di Giovanni van Houbraken.[7][6]
- XVII secolo, Apparizione dell'Angelo a San Francesco, dipinto, opera di Giovanni van Houbraken.[7][6]

Nella guida "MESSINA E DINTORNI", è riportato: 
Questa chiesa fu completamente distrutta dal terremoto del 28 12 1908. Non venne mai più ricostruita nel luogo originario, che nel 1936 divenne sede di padiglioni fieristici, inaugurati personalmente da Benito Mussolini e dove, nel secondo dopoguerra (1953-1959), l'imprenditore edile, geometra Vincenzo FRANZA (Giardini 1904 - Messina 1978),  costruì l'isolato 306, dietro l'ex Regio Liceo Ginnasio "Francesco Maurolico".

## Confraternita di Maria Santissima della Consolazione e delle Anime del Purgatorio
La Confraternita del Purgatoriello era stata fondata già il 28 ottobre 1516 in un locale angusto del convento dei Padri Eremitani di Sant'Agostino.
Il sodalizio ebbe sede nel 1633 nell'antico refettorio proprio dove fu ricostruita la nuova chiesa di San Francesco dei Mercanti.

## Confraternita di San Sebastiano dei Fornai
La primitiva chiesa di San Sebastiano era ubicata adiacente alla chiesa di San Giovanni Gerosolomitano, l'edificio fu demolito per l'ingrandimento e la nuova fabbrica dell'aggregato destinato a sede dell'Ordine di Malta. La corporazione dei Fornai, costituita dai Panificatori e Panettieri, titolare del luogo di culto distrutto, ottenne come risarcimento il patrocinio di una cappella eretta in onore del santo martire.
Nel 1630 per questioni logistiche la corporazione spostò la sede presso un oratorio ubicato nella Casa dei Preti di San Filippo Neri in via Cardines. Appena un decennio dopo (1640) l'arcivescovo di Messina Biagio Proto de Rubeis, sentito il parere dalle religiose del monastero di Santa Barbara, concesse la chiesa di «contrada delli Carrara e Paraporto».
Nella nuova chiesa nel 1670 si ricostituì la confraternita con un nuovo statuto approvato e confermato dall'arcivescovo Simone Carafa. Il tempio fu distrutto dal terremoto della Calabria meridionale del 1783.
Dopo il terremoto del 1783 la confraternita ottenne la chiesa di Santa Maria degli Angeli al Tirone. Il terremoto di Messina del 1908 distrusse il luogo di culto finché i confrati non trovarono ospitalità a San Francesco dei Mercanti dove alloggiare la loro antica e pregevole statua di San Sebastiano, compatrono di Messina.